# Уэббер, Крис
Мэйс Эдвард Кристофер «Крис» Уэббер III (англ. Mayce Edward Christopher "Chris" Webber III; род. 1 марта 1973 года, Детройт, штат Мичиган, США) — американский профессиональный баскетболист, выступавший в Национальной баскетбольной ассоциации. 5 раз участвовал в матче всех звёзд НБА, включался в первую сборную всех звёзд НБА, а также стал новичком года в 1994 году. На драфте НБА 1993 года был выбран под первым номером клубом «Орландо Мэджик». Член баскетбольного зала славы с 2021 года. В 2021 году в честь 75-летия НБА «The Athletic» составил рейтинг 75 лучших игроков всех времен и назвал Уэббера 65-м величайшим игроком в истории НБА.

## Старшая школа
Уэббер привел баскетбольную команду школы Country Day к трём чемпионским титулам MHSAA State. В выпускном классе он в среднем набирал 29,4 очка и 13 подборов за игру. Он был назван Мистером Баскетбол Мичигана, а в сезоне 1990/91 игроком года США среди школьников. Он стал самым ценным игроком матчей всех звёзд McDonald и Dan All.

## Мичиган Вулверинс
По окончании школы Уэббер вступил в Мичиганский университет, где проучился 2 года. Во время выступления за «Мичиган Вулверинс» Уэббер возглавлял группу игроков, которую назвали Fab Five в которую кроме него входили Джувэн Ховард, Джален Роуз, Джимми Кинг и Рэй Джексон. Эта группа, придя в университет в 1991 году привела «Вулверинс» к двум финалам чемпионата NCAA, где проиграли дважды. Fab Five стали популярны среди болельщиков. Четверо из этой группы впоследствии попали в НБА.

## Карьера в НБА
Был выбран под первым номером драфта Национальной Баскетбольной Ассоциации 1993 года, командой «Орландо Мэджик», но был обменян в «Голден Стэйт Уорриорз» на защитника Анферни Хардуэя и три пика последующих драфтов.

### Голден Стэйт Уорриорз
В своём дебютном сезоне Уэббер в среднем за игру набирал 17,5 очка, делал 9,1 подбора и по итогам чемпионата стал новичком года НБА и помог команде выйти в плей-офф. Однако у Уэббера сложились плохие отношения с главным тренером клуба Доном Нельсоном, который хотел, чтобы тот играл под кольцом, самому же Крису больше нравилось идти в проходы и раздавать пассы. Ему также не нравилось играть на позиции центрового. В межсезонье 1994 года Голден Стэйт пополнились центровым Рони Сейкали и Крис стал больше играть на позиции тяжёлого форварда. Однако разногласия между Уэббером и Нельсоном так и остались неразрешёнными и игрок решил не продлевать контракт с «Уорриорз» и клуб решил обменять его в «Вашингтон Буллетс» на Тома Гуглиотту и три выбора в первом раунде.

### Вашингтон Буллетс
В команде «Вашингтон Буллетс» Уэббер вновь стал играть со своим товарищем по колледжу и другом Джуваном Ховардом. Следующие три года он провел в команде «Буллетс» (позже переименованной в «Вашингтон Уизардс»), хотя в сезоне 1995-96 годов из-за травм он смог сыграть только 15 игр. Уэббер восстановился в следующем году и впервые был включен в состав команды Матча всех звёзд НБА 1997 года. В том же сезоне Уэббер помог «Буллетс» впервые за девять лет выйти в плей-офф, но они проиграли в трех матчах «Чикаго Буллз» под руководством Майкла Джордана.

### Сакраменто Кингз
14 мая 1998 года Уэббер был обменян в «Сакраменто Кингз» на Митча Ричмонда и Отиса Торпа. Хотя Уэббер изначально не хотел переходить в «Кингз», поскольку они были вечно проигрывающей командой, лучшие годы он провел именно в «Сакраменто» и едва не вывел команду в финал НБА.
В свой первый год в «Кингз» (сезон 1998-99 годов, сокращенный из-за локаута) Уэббер выиграл титул лучшего игрока по подборам, набирая в среднем 13,0 подборов за игру, положив конец семилетней истории Денниса Родмана как лидера по подборам в НБА. Под руководством Рика Адельмана команда «Кингз» вышла в плей-офф 1999 года, где уступила «Юте Джаз», возглавляемой игроками Карлом Мэлоуном и Джоном Стоктоном.
В последующие годы Уэббер и «Кингз» стали одной из лучших команд лиги и претендентами на титул чемпиона НБА. В 2000 и 2001 годах он снова был включен в состав команды Матча всех звёзд НБА, закрепив за собой статус одного из ведущих силовых форвардов НБА. В сезоне 1999—2000 Уэббер помог «Кингз» одержать победу в 44 матчах, улучшив свой показатель по сравнению с предыдущим годом. «Кингз» вышли в первый раунд плей-офф 2000 года, где встретились с «Лос-Анджелес Лейкерс». Проиграв первые две игры серии в Лос-Анджелесе, «Кингз» выиграли следующие две в Сакраменто. Уэббер набрал 23 очка, 14 подборов, 7 блоков, 8 передач и 4 перехвата в четвертой игре, благодаря чему у «Кингз» появился шанс сыграть в пятой игре. «Кингз» проиграли пятую игру и серию «Лейкерс», которые в том же году выиграли чемпионат.
Уэббер достиг своего пика в сезоне 2000-01, в котором он набирал в среднем 27,1 очков. Он также набирал 11,1 подборов и занял четвертое место в голосовании за звание MVP. В плей-офф 2001 года Уэббер и «Кингз» обыграли «Финикс Санз» в четырех матчах первого раунда и вышли во второй раунд (впервые в своей карьере он прошел дальше первого раунда), где второй год подряд встретились с «Лейкерс». «Кингз» проиграли «Лейкерс» в четырех матчах, несмотря на то, что Уэббер набрал 21 очко, 11 подборов и 8 передач в четвертой игре.
27 июля 2001 года Уэббер подписал с «Кингз» семилетний контракт на сумму 127 миллионов долларов. В сезоне 2001-02 Уэббер сыграл в 54 матчах и помог «Кингз» получить титул чемпиона Тихоокеанского дивизиона. Уэббер также вновь вошел в состав команды «Всех звезд» и во вторую сборную всех звёзд НБА. В плей-офф 2002 года «Кингз» победили «Юту Джаз» в четырех матчах и «Даллас Маверикс» в пяти матчах и вышли в финал Западной конференции против своих соперников, защищающих титул чемпиона «Лос-Анджелес Лейкерс» под руководством Коби Брайанта и Шакила О'Нила. Эта серия станет одной из самых запоминающихся (и самых противоречивых) в истории НБА. «Кингз» проиграли в седьмой серии дома.
После операции в вязи с микропереломами он вернулся в команду на последние 24 игры сезона 2003-04 и помог «Кингз» попасть в плей-офф 2004 года, где они третий год подряд столкнулись со своими заклятыми соперниками «Даллас Маверикс». «Кингз» обыграли «Маверикс» в пяти захватывающих матчах и вышли в полуфинал Западной конференции против занявшей первое место «Миннесоты Тимбервулвз» и эта серия стала одной из самых запоминающихся в истории НБА. Каждая игра проходила в равной борьбе, но «Кингз» вновь проиграли решающую седьмую игру серии.

### Филадельфия Севенти Сиксерс (2005-2007)
В феврале 2005 года Уэббер был обменян вместе с Майклом Брэдли и Мэттом Барнсом в «Филадельфия Севенти Сиксерс» на тяжелого форварда Кенни Томаса, форварда/центрового Брайана Скиннера и бывшего игрока «Кингз» Корлисса Уильямсона. Уэбберу потребовалось некоторое время, чтобы вписаться в нападение «Севенти Сиксерс», где он был вторым по результативности после Аллена Айверсона. В итоге он помог «Севенти Сиксерс» выйти в плей-офф 2005 года, где «Сиксерс» проиграли «Детройт Пистонс». Однако в 2006 году они не попали в плей-офф, несмотря на то, что Уэббер набирал 20 очков и 10 подборов за игру. Из-за операции по удалению микротрещины колена Уэббер потерял свою скорость и прыгучесть.
Во вторник, 18 апреля 2006 года, Уэббер и Айверсон были оштрафованы за то, что не явились на последнюю домашнюю игру «Сиксерс» в сезоне, хотя оба они были травмированы и не должны были играть. На следующий день они оба извинились за свое отсутствие.
11 января 2007 года генеральный директор «Севенти Сиксерс» Билли Кинг объявил, что «Сиксерс» и Уэббер договорились о выкупе оставшихся двух лет контракта за 25 миллионов долларов, фактически заплатив ему за то, чтобы он не играл. Позже в тот же день «Сиксерс» отказались от Уэббера, сделав его свободным агентом.

## Статистика

### Статистика в НБА
| Сезон                                                                                    | Команда      | Регулярный сезон | Регулярный сезон | Регулярный сезон | Регулярный сезон | Регулярный сезон | Регулярный сезон | Регулярный сезон | Регулярный сезон | Регулярный сезон | Регулярный сезон | Регулярный сезон | Серия плей-офф | Серия плей-офф | Серия плей-офф | Серия плей-офф | Серия плей-офф | Серия плей-офф | Серия плей-офф | Серия плей-офф | Серия плей-офф | Серия плей-офф | Серия плей-офф |
| Сезон                                                                                    | Команда      | GP               | GS               | MPG              | FG%              | 3P%              | FT%              | RPG              | APG              | SPG              | BPG              | PPG              | GP             | GS             | MPG            | FG%            | 3P%            | FT%            | RPG            | APG            | SPG            | BPG            | PPG            |
| ---------------------------------------------------------------------------------------- | ------------ | ---------------- | ---------------- | ---------------- | ---------------- | ---------------- | ---------------- | ---------------- | ---------------- | ---------------- | ---------------- | ---------------- | -------------- | -------------- | -------------- | -------------- | -------------- | -------------- | -------------- | -------------- | -------------- | -------------- | -------------- |
| 1993/94                                                                                  | Голден Стэйт | 76               | 76               | 32,1             | 55,2             | 0,0              | 53,2             | 9,1              | 3,6              | 1,2              | 2,2              | 17,5             | 3              | 3              | 36,3           | 55,0           | 0,0            | 30,0           | 8,7            | 9,0            | 1,0            | 3,0            | 15,7           |
| 1994/95                                                                                  | Вашингтон    | 54               | 52               | 38,3             | 49,5             | 27,6             | 50,2             | 9,6              | 4,7              | 1,5              | 1,6              | 20,1             | Не участвовал  | Не участвовал  | Не участвовал  | Не участвовал  | Не участвовал  | Не участвовал  | Не участвовал  | Не участвовал  | Не участвовал  | Не участвовал  | Не участвовал  |
| 1995/96                                                                                  | Вашингтон    | 15               | 15               | 37,2             | 54,3             | 44,1             | 59,4             | 7,6              | 5,0              | 1,8              | 0,6              | 23,7             | Не участвовал  | Не участвовал  | Не участвовал  | Не участвовал  | Не участвовал  | Не участвовал  | Не участвовал  | Не участвовал  | Не участвовал  | Не участвовал  | Не участвовал  |
| 1996/97                                                                                  | Вашингтон    | 72               | 72               | 39,0             | 51,8             | 39,7             | 56,5             | 10,3             | 4,6              | 1,7              | 1,9              | 20,1             | 3              | 3              | 35,3           | 63,3           | 45,5           | 50,0           | 8,0            | 3,3            | 0,7            | 2,3            | 15,7           |
| 1997/98                                                                                  | Вашингтон    | 71               | 71               | 39,6             | 48,2             | 31,7             | 58,9             | 9,5              | 3,8              | 1,6              | 1,7              | 21,9             | Не участвовал  | Не участвовал  | Не участвовал  | Не участвовал  | Не участвовал  | Не участвовал  | Не участвовал  | Не участвовал  | Не участвовал  | Не участвовал  | Не участвовал  |
| 1998/99                                                                                  | Сакраменто   | 42               | 42               | 40,9             | 48,6             | 11,8             | 45,4             | 13,0             | 4,1              | 1,4              | 2,1              | 20,0             | 5              | 5              | 38,4           | 38,8           | 28,6           | 40,0           | 9,4            | 4,0            | 1,8            | 1,0            | 14,8           |
| 1999/00                                                                                  | Сакраменто   | 75               | 75               | 38,4             | 48,3             | 28,4             | 75,1             | 10,5             | 4,6              | 1,6              | 1,7              | 24,5             | 5              | 5              | 39,2           | 42,7           | 20,0           | 79,4           | 9,6            | 5,4            | 1,6            | 2,0            | 24,4           |
| 2000/01                                                                                  | Сакраменто   | 70               | 70               | 40,5             | 48,1             | 7,1              | 70,3             | 11,1             | 4,2              | 1,3              | 1,7              | 27,1             | 8              | 8              | 43,5           | 38,8           | 0,0            | 69,4           | 11,5           | 3,1            | 1,1            | 1,0            | 23,3           |
| 2001/02                                                                                  | Сакраменто   | 54               | 54               | 38,4             | 49,5             | 26,3             | 74,9             | 10,1             | 4,8              | 1,7              | 1,4              | 24,5             | 16             | 16             | 41,7           | 50,2           | 0,0            | 59,6           | 10,8           | 4,7            | 0,9            | 1,6            | 23,7           |
| 2002/03                                                                                  | Сакраменто   | 67               | 67               | 39,1             | 46,1             | 23,8             | 60,7             | 10,5             | 5,4              | 1,6              | 1,3              | 23,0             | 7              | 7              | 35,1           | 49,6           | 0,0            | 65,3           | 8,3            | 3,6            | 1,4            | 1,1            | 23,7           |
| 2003/04                                                                                  | Сакраменто   | 23               | 23               | 36,1             | 41,3             | 20,0             | 71,1             | 8,7              | 4,6              | 1,3              | 0,9              | 18,7             | 12             | 12             | 37,2           | 45,2           | 25,0           | 61,5           | 8,3            | 3,7            | 1,3            | 0,8            | 18,4           |
| 2004/05                                                                                  | Сакраменто   | 46               | 46               | 36,2             | 44,9             | 37,9             | 79,9             | 9,7              | 5,5              | 1,5              | 0,7              | 21,3             | Не участвовал  | Не участвовал  | Не участвовал  | Не участвовал  | Не участвовал  | Не участвовал  | Не участвовал  | Не участвовал  | Не участвовал  | Не участвовал  | Не участвовал  |
| 2004/05                                                                                  | Филадельфия  | 21               | 21               | 33,5             | 39,1             | 26,7             | 77,6             | 7,9              | 3,1              | 1,2              | 0,9              | 15,6             | 5              | 5              | 37,2           | 41,1           | 35,7           | 75,0           | 5,8            | 2,8            | 1,2            | 0,2            | 19,0           |
| 2005/06                                                                                  | Филадельфия  | 75               | 75               | 38,6             | 43,4             | 27,3             | 75,6             | 9,9              | 3,4              | 1,4              | 0,8              | 20,2             | Не участвовал  | Не участвовал  | Не участвовал  | Не участвовал  | Не участвовал  | Не участвовал  | Не участвовал  | Не участвовал  | Не участвовал  | Не участвовал  | Не участвовал  |
| 2006/07                                                                                  | Филадельфия  | 18               | 18               | 30,2             | 38,7             | 40,0             | 64,3             | 8,3              | 3,4              | 1,0              | 0,8              | 11,0             | Не участвовал  | Не участвовал  | Не участвовал  | Не участвовал  | Не участвовал  | Не участвовал  | Не участвовал  | Не участвовал  | Не участвовал  | Не участвовал  | Не участвовал  |
| 2006/07                                                                                  | Детройт      | 43               | 42               | 29,7             | 48,9             | 33,3             | 63,6             | 6,7              | 3,0              | 1,0              | 0,6              | 11,3             | 16             | 16             | 25,2           | 52,4           | 0,0            | 53,1           | 6,3            | 1,5            | 0,9            | 0,6            | 9,9            |
| 2007/08                                                                                  | Голден Стэйт | 9                | 8                | 14,0             | 48,4             | -                | 41,7             | 3,6              | 2,0              | 0,4              | 0,7              | 3,9              | Не участвовал  | Не участвовал  | Не участвовал  | Не участвовал  | Не участвовал  | Не участвовал  | Не участвовал  | Не участвовал  | Не участвовал  | Не участвовал  | Не участвовал  |
|                                                                                          | Всего        | 831              | 827              | 37,1             | 47,9             | 29,9             | 64,9             | 9,8              | 4,2              | 1,4              | 1,4              | 20,7             | 80             | 80             | 36,2           | 46,4           | 26,9           | 61,1           | 8,7            | 3,6            | 1,1            | 1,2            | 18,7           |
| Наведите курсор мыши на аббревиатуры в заголовке таблицы, чтобы прочесть их расшифровку. |              |                  |                  |                  |                  |                  |                  |                  |                  |                  |                  |                  |                |                |                |                |                |                |                |                |                |                |                |